# Kompiembiga
Ne doit pas être confondu avec Kompienga.
Kompiembiga, également orthographié Kompienbiga, est un village du département et la commune urbaine de Pama, situé dans la province de la Kompienga et la région de l’Est au Burkina Faso.

## Géographie

### Situation et environnement
Le village de Kompiembiga est situé à 13 km au nord-ouest de Pama, la ville chef-lieu de la province de la Kompienga.
Le village se trouve également en bordure de la partie nord du lac de retenue du barrage de Kompienga, en amont sur la rive gauche orientale de la rivière du Koulpélogo (qui forme également la frontière avec le département et la commune rurale de Soudougui sur la rive droite occidentale dans la province du Koulpélogo et la région du Centre-Est).

### Démographie
- En 2006, le village comptait 6 462 habitants recensés[1].

## Transports
Le village est traversé par la route nationale 18 qui relie depuis le nord la ville de Fada N'Gourma, la capitale de la région Est, jusqu'à la frontière nationale du Bénin (à environ 55 km au sud-est de Kompienbiga par le pont sur la rivière du Pendjari, en traversant sur les derniers 6 km la zone de Koalou/Kourou revendiquée par les deux pays).

## Santé et éducation
Kompiembiga accueille un centre de santé et de promotion sociale (CSPS).
Le village possède une école primaire publique.